# 河邊一
河邊 一（かわなべ はじめ、1915年 - ）は、日本の鉄道技術研究所（現：鉄道総合技術研究所）の技術者。陸軍出身で、鉄道の自動列車制御装置（ATC）システムを開発した。

## 概説
陸軍に奉職。 第二次世界大戦後は国鉄技術研究所に転職したが、公職追放により、解雇される。その後公職追放解除により復職し、レールから受ける低周波の信号で列車速度を自動制御する自動列車制御装置（ATC）システムを開発。日本国有鉄道新幹線0系電車の先端のデザインを設計した三木忠直、空気ばねを作った松平精とは鉄道技術研究所で知り合った。